# Jagdstaffel 63
A Jagdstaffel 63, conhecida também por Jasta 63, foi um esquadra de aeronaves da Luftstreitkräfte, o braço aéreo das forças armadas alemãs durante a Primeira Guerra Mundial. No total, a esquadra abateu 16 aeronaves inimigas.